# Thomas Littledale
Thomas Alfred Royds Littledale (Liverpool, Merseyside, 2 d'abril de 1850 - Donibane Lohizune, Lapurdi, 4 de desembre de 1938) va ser un regatista anglès que va competir a cavall del segle xix i el segle xx.
El 1908 va prendre part en els Jocs Olímpics de Londres, on va guanyar la medalla de plata en la categoria de 12 metres del programa de vela com a membre de la tripulació del Mouchette.